# Lemberg pri Novi Cerkvi
Lemberg pri Novi Cerkvi is een plaats in Slovenië en maakt deel uit van de gemeente Vojnik in de NUTS-3-regio Savinjska. De plaats telde 144 inwoners op 1 januari 2020.